# آگهی‌افزار

یک بالاپر که در اثر نصب یک آگهی‌افزار در سیستم ایجاد شده است

آگهی‌افزار (به انگلیسی: Adware)، یک برنامه رایانه‌ای است؛ که جهت اهداف تبلیغاتی و نشان دادن پیام‌ها و آگهی‌های تبلیغاتی در رایانه افراد طراحی‌ شده‌است. این نوع نرم‌افزارها، عموماً خطر خاصی برای رایانه ایجاد نمی‌کنند اما برخی از آن‌ها سرعت سیستم را کاهش داده و در کار نرم‌افزارهای امنیتی اختلال ایجاد می‌کنند.

## نحوه عملکرد
نحوه کار آگهی‌افزارها بدین‌گونه است که در پوشش یک نرم‌افزار به ظاهر سالم با اجازه کاربر بر روی سیستم نصب می‌شوند سپس بدون آنکه کاربر متوجه شود در هنگام اتصال به اینترنت به سرورهای خاصی متصل شده و پیام‌های تبلیغاتی را به صورت بالاپر (pop-up) بر روی صفحه رایانه نمایش می‌دهند. برخی ازآگهی‌افزارها با استفاده از جاسوس‌افزارهایی که به همراه دارند اطلاعات و علاقه‌مندی‌های کاربر را جمع‌آوری کرده و تبلیغات ارسالی بر روی سیستم آلوده را بر همان مبنا انتخاب و ارسال می‌کنند. کار دیگری که این نرم‌افزارها انجام می‌دهند بارگیری سایر آگهی‌افزارها و جاسوس‌افزارها بر روی سیستم آلوده می‌باشد که این عمل منجر به کاهش سرعت اینترنت می‌گردد.

## مبارزه با آگهی‌افزارها
تلاش برای پاک کردن آگهی‌افزارها معمولاً با از کارافتادن نرم‌افزارهای حامل آن‌ها همراه است و سیستم‌هایی که مرورگر آن‌ها به‌روز نباشد به علت داشتن نقاط آسیب‌پذیر، بیشتر به این نوع از نرم‌افزارها آلوده می‌گردند.
با توجه به اینکه نویسندگان این دسته از نرم‌افزارها به دلیل کسب سود، نسخه‌های جدیدتر و پیچیده‌تر از نسخه‌های قبلی را منتشر می‌کنند در نتیجه شناسایی آن‌ها مشکل‌تر می‌گردد بنابراین استفاده از یک ضدبدافزار مجهز به دیوار آتش که به‌روز هم باشد بهترین روش مقابله با آگهی‌افزارها می‌باشد. به‌کارگیری ضدبدافزارها علاوه براینکه مانع ورود آگهی‌افزارها به سیستم می‌گردد از ورود و خروج اطلاعات ناخواسته از پورت‌های محافظت نشده سیستم هم جلوگیری می‌کند.

## انواع آگهی
بسیار مشکل است که بتوان یک مقاله کامل تهیه نمود که همه انواع ممکن آگهی‌ها را شامل شود. در عوض این بخش یک نمونه‌سازی گویا برای نمایش انواع گستردهٔ آگهی‌ها که ممکن است ظاهرگردند، را نشان می‌دهد .
هدف در اینجا نگاه‌کردن از دیدگاه یک کاربر بوده و تفاوت‌ها در لایه‌های پیاده‌سازی آگهی‌ها در فصل هفتم بررسی خواهد شد.
یک تعداد ویژگی‌های سطح بالا وجود دارند که آگهی‌ها ممکن است به نمایش بگذارند، و برای دسته بندی آن‌ها نیز قابل استفاده باشد. در این قسمت شش مورد استفاده شده‌است :
1. ساده‌ترین مشخصه برای تعریف، یک ویژگی اندازه متغیر در آگهی است. این مورد به آگهی‌ای اشاره می‌کند که اندازهٔ آگهی آن به مقداری بزرگتر از آنچه در نمایش آگهی آمده‌است، تغییر می‌کند.
2. یک آگهی ساز مخفی‌کنندهٔ محتوا که بخشی یا همه محتویات آگهی را پنهان می‌نماید، کاربر را مجبور می‌کند تا فعالیت آشکاری را انجام دهد که بتواند آگهی ساز را غیرفعال نماید. در این فصل «محتویات» یا «محتوا» به‌طور خاص به اطلاعات غیر آگهی اطلاق می‌گردد که در این بخش به صورت جعبهٔ مشکی در تصویر آمده‌است.
3. آگهی‌های پنجره بازکن، همان‌هایی هستند که یک پنجرهٔ جدید برای نمایش هر پیام خود تولید می‌نمایند. به عنوان شرط، آگهی نباید یک تصویر ساده، شبیه یک پنجره تولید نماید بلکه یک پنجرهٔ واقعی توسط GUI تولید خواهد شد.
4. آگهی ساز شکاف‌دار یا بینابینی که تعریف دقیق آن بسیار سخت است. کلمه «بینابین» یا «شکاف» در اینجا با «فاصله» همراه است و در واقع OED آن را به صورت غیرکارآمدی به شکل «یک فضای میانی ...بین همه چیز... » معنی نموده‌است.
همچنین این آگهی بینابین می‌تواند به جای فاصله، بر پایهٔ زمان باشد. البته باز هم تمایز، مفید و کافی نخواهد بود. هر آگهی که مابین ساعت 12:50 تا 12:51 بعد از ظهر نمایش داده شود می‌تواند بینابین این دو زمان باشد، که البته هیچ معنی خاصی دربارهٔ نوع آگهی نخواهد داشت.
در این‌جا عبارت آگهی ساز بینابینی برای پیشگیری از هرگونه مشکل تعریفی، در یک مسیر بسیار محدودی مورد استفاده قرار می‌گیرد. در واقع یک آگهی‌ساز بینابینی همانی است که مابین تغییرات اساسی در محتویات قرار می‌گیرد. برای مثال، انتقال از یک صفحه وب به صفحهٔ دیگر یک تغییر اساسی در محتویات است. با این تعریف، یک آگهی قرارگرفته مابین پاراگراف‌ها، بینابینی محسوب نمی‌شود، چرا که پایان یک پاراگراف در واقع تغییر اساسی به حساب نمی‌آید. برخی از منابع، آگهی‌های پاپ آپ و پاپ آندر را بینابینی معرفی نموده اند، که این مورد نیز منطبق بر تعریف نخواهد بود، چرا که در پنجره‌های مجزا نمایش داده شده و به‌خصوص مابین تغییر اساسی واقع نشده‌اند.
5. آگهی‌های تعاملی آنهایی هستند که با برخی از فعالیت‌های غیرجزیی و مهم کاربران سروکار دارند. اگر کاربر باید عملی را انجام دهد تا آگهی را ببینید، این عمل غیرجزیی محسوب می‌گردد. هنگام حرکت موس روی آگهی، رنگ آگهی معکوس می شود، اما تغییر اساسی روی آگهی دیده نمی‌شود و آگهی همانی است که قبلاً بوده، به این‌گونه آگهی‌ها همان آگهی با تعامل جزئی گفته می‌شود و به معنای آگهی تعاملی نخواهد بود. یک جعبه ساده، برای حذف آگهی نیز می‌تواند یک آگهی جزئی باشد. در مقابل، آگهی tear-back یک آگهی تعاملی است.
6. آگهی‌هایی که تاکنون دیدیم، هیچ یک محتویات را تغییر نداده اند. شاید پنهان کرده باشند یا اندکی جابجا کرده باشند، اما محتویات آگهی دستخوش تغییر نشده اند. یک آگهی محتویات متغیر چنین محدودیتی ندارد. مثلاً، ممکن است یک لینک به محتویات اضافه شود یا لینک موجود تغییر یابد.
باید توجه داشته باشیم که این دسته بندی، تنها، کاربرد معمولی آگهی را توصیف می‌نماید. البته این امکان وجود دارد که بتوان دسته بندی برپایهٔ خصوصیات متفاوتی ایجاد نمود، همانند یک پنجرهٔ پاپ آپ که تضمین می‌کند محتوا پنهان نشده‌است. توجه نمایید که نوع رسانهٔ آگهی هم در این‌جا لحاظ نشده‌است، آگهی سازها ممکن است از متن، تصویر، انیمیشن، ویدئو، یا موارد دیگر استفاده نمایند. انواع رسانه‌های مرتبط با آگهی‌ها در زیر آمده‌است.
[1] pop-up
[2] pop-under

## هرز آگهی
- جاسوس افزار
- ویروس